# GO 트랜싯
GO 트랜싯(영어: GO Transit)은 캐나다 온타리오주의 황금 말발굽 지역인 광역 토론토와 해밀턴 지역의 광역 대중교통 기관이다. 토론토의 유니언역을 중심으로 녹색과 흰색 바탕의 GO 통근열차와 버스는 총 11,000km²에 달하는 지역에 걸쳐 운행하며, 동쪽으로는 피터버러, 서쪽으로는 키치너, 북쪽으로는 배리, 남쪽으로는 나이아가라폴스까지 이어진다. 2023년 한 해에 5,603만 명이 이용한 GO 트랜싯은 디젤 이층열차와 광역버스를 운행하며, 지역에 따라 시내버스 및 시외버스로 갈아탈 수도 있다.
GO 트랜싯은 1967년 5월 23일에 온타리오주 교통부 산하 기관으로 여객 수송을 시작하였으며, 이후 운행 노선은 하나의 통근열차 노선에서 7개로 늘어났고, 이후 통근열차를 보완할 수 있는 버스도 운행하게 되었다. GO 트랜싯은 시간이 지나면서 다양한 지위의 공기관으로 성장하였는데, 오늘날 GO 트랜싯은 온타리오주 내 광역 토론토 및 해밀턴 지역의 광역교통계획을 수립하고 노선을 건설하는 공기업인 메트로링스의 산하기관이고, 2025년부터 2032년에 걸쳐 기존 통근열차 노선의 전철화 및 선로 용량 확보하는 GO 확장계획(GO Expansion)을 통해 앞으로도 승객이 계속 늘어날 것으로 예상된다.

## 역사

### 초창기
광역 토론토 및 해밀턴 지역은 1950년대에 이민과 산업화에 따른 성장으로 급격하게 팽창하였다. 대부분의 통근열차는 캐나다 내셔널 철도(CN)가 운행하였고, 당시에는 해밀턴과 토론토 시내 동부에 있는 댄포스 사이에만 운행하였다. 도시가 팽창하자 CN이 다른 지역에도 통근열차를 운행하기를 바라는 목소리가 커졌지만, CN은 당시 이를 운영할 자금이나 다른 자원이 부족하였다. 토론토의 광역교통에 대해 본격적으로 연구를 시작한 건 1962년에 토론토 통합시의 토지 사용 및 교통을 연구하는 광역교통연구로, 토론토와 인접 지역의 교통에 있어서 무엇이 필요한 지 연구하였다. GO 트랜싯이 생겨난 데에는 수 년 간에 걸친 도시계획에 있어서 중심을 잃어버리지 않을까 하는 우려로부터 시작되었으며, 처음에는 시범사업으로 시작했지만, 나중에는 영구 운행을 염두하여 설립되었다. 1965년, 온타리오주 정부는 920만 달러 (2024년 기준 8,860만 달러)를 투자해 캐나다의 첫 통근열차 기관을 설립하였다.

### 설립, 성장 및 침체
온타리오주정부교통 (Government of Ontario Transit), 이후 이름이 줄여져서 오늘날의 이름으로 자리잡은 GO 트랜싯은 1967년 5월 23일에 온타리오호를 따라 놓여진 단선 철로에 전후동력형 디젤 동차(PP 동차)와 일층 객차로 3년 동안 시범 운행하였다. GO 통근열차는 평시에 오크빌에서 피커링까지 운행하였으며, 출퇴근 시간대에는 해밀턴까지도 운행하였다. 시범으로 운행한 통근열차는 큰 성공을 거두었는데, 운행을 시작한 지 넉 달 만에 누적 100만 승객을 돌파하였고, 이후 하루 평균 15,000명이 이용하였다. 이 노선은 오늘날 레이크쇼어 이스트선과 레이크쇼어 웨스트선으로 나눠서 운행하고, GO 트랜싯의 중축이 되는 노선이다. 1970년과 1980년대에 들어서서 GO 트랜싯은 승객 수를 늘리기 위해 1974년에 조지타운선 (오늘날의 키치너선)을 개통하였고, 1978년에는 리치먼드힐선을 개통하였다. 이후 밀턴선은 1981년에 개통하였고, 브래드퍼드선 (오늘날의 배리선)과 스토우빌선이 이듬해에 개통하여 오늘날의 GO 트랜싯 철도망을 구축하였다.
GO 트랜싯은 노선 신설 외에도 1977년에 봄바디어 트랜스포테이숀에서 제작한 2층 열차인 봄바디어 바이레벨 코치를 도입하여 열차 내 승객 수용량을 늘렸다. GO 트랜싯은 또한 1979년에 늘어나는 GO 트랜싯 승객을 위해 유니언역에 베이 스트리트 대합실을 조성하였다. GO 버스는 1970년 9월 8일부터 운행을 개시하였고, 레이크쇼어선 통근열차와 연계해 해밀턴과 오샤와까지 운행하였고, 브래드퍼드선 통근열차와 연계해 뉴마켓과 배리까지 운행하였다. GO 버스는 1989년 이후로 통근열차를 보조하는 버스에서 완연한 광역버스로 발돋움하여 통근열차가 운행하지 않는 지역의 승객들을 수송하였다.
1982년 말, 온타리오주 교통 및 커뮤니케이션부 장관인 제임스 W. 스노우는 26억 달러 (2024년 기준 96억 달러)를 투입해 광역 경전철 노선망을 구축하는 GO-ALRT 계획안을 발표하였다. 이 계획은 도입되지 않았지만 이 계획의 목적은 역 신설, 평시에 휘트비와 벌링턴까지 열차 연장 운행 및 버스와 통근열차의 시간표 연계를 통해 일부 이루어졌다.
GO 트랜싯은 출퇴근 시간대 브래드퍼드, 조지타운, 레이크쇼어선에 열차를 증편하였고, 1992년에는 레이크쇼어 웨스트선이 벌링턴까지 연장되었다. 하지만 1990년대에 온타리오주의 경기 침체로 당시 주지사였던 밥 래는 GO 트랜싯의 예산을 감축하였고 이에 따라 1990년대 초반에 이루어진 노선 연장 및 증편은 다시 원위치로 돌아갔다.

### 재편 및 재기
2000년, 벌링턴에서 휘트비까지 통근열차가 종일 운행을 재개하였으며, 출퇴근 시간대에는 오샤와까지 운행하였다. 2000년대 중반, GO 트랜싯을 확장하는 계획인 GO 트랜싯 철도발전계획이 수립되었고, 이 사업에 10억 달러를 투자하여 캐나다 역사상 최대 규모의 통근열차 사업이 되었다. 이 계획은 이후에 2007년 온타리오주 선거를 앞두고 돌턴 맥귄티 주지사가 무브온타리오 2020 계획안을 발표하면서 광역철도 계획안으로 발전하였다. GO 트랜싯은 광역철도에 적극 투자하여 2006년에 오샤와까지 종일 열차 운행을 재개하였고, 2007년에는 올더숏역까지 운행을 개시하였다. 또한 2007년에는 배리 사우스역까지 노선이 연장되었고, 2008년에는 링컨빌역 (오늘날의 올드엠역), 2011년에는 키치너역까지 연장되었다. 이와 동시에 여름 주말에는 나이아가라폴스까지 통근열차가 운행하였고, 이는 나중에 연중 내내 운행하게 되었다.
GO 트랜싯은 이 사이에 세 차례의 주요 개편을 거쳤다. 1997년 1월, 온타리오주는 GO 트랜싯에 대한 자금 지원 책임을 광역 토론토 및 해밀턴 지방자치단체에 이양할 것이라고 발표하였다. 광역자치의장, 시장 및 시의원으로 구성된 광역토론토공무위원회(Greater Toronto Services Board)는 1999년 1월에 시 기관으로 설립되었고, GO 트랜싯은 1999년 8월에 이 기관의 산하 부서가 되었다. 하지만 당시 주지사였던 마이크 해리스는 2년 뒤 GO 트랜싯에 대한 자금 지원 책임을 다시 맡을 것이라고 번복하였고, 이후 2002년 1월 1일에 광역토론토공무위원회가 폐지되면서 주정부가 다시 맡게 되었다. 2006년, 광역 토론토 및 해밀턴 지역에서 광역교통을 조정, 계획, 자금 조달 및 개발하는 책임을 지는 기관인 광역토론토교통기관(Greater Toronto Transport Authority)이 2006년에 설립되었다. 이 기관은 2009년에 메트로링스라는 이름을 달고 GO 트랜싯에 합병되었다. GO 트랜싯은 유니언 피어슨 급행과 프레스토 카드와 함께 메트로링스의 소속 부서가 되었다.

### 미래
돌턴 맥귄티 온타리오 주지사는 2011년 온타리오주 선거 공약으로 GO 트랜싯의 모든 노선을 양방향 매일 운행하겠다는 공약을 내걸었다. 메트로링스는 이제는 GO 확장계획(GO Expansion)으로 알려진 이 계획을 지금까지 진행하고 있다. 메트로링스의 '빅 무브' 광역교통계획에 따르면, 2031년까지 3천만 승객을 추가로 수송하는 데 49억 달러가 들어갈 것으로 예상하였다. 2012년에 발표한 GO 2020 계획에 따르면 나이아가라 지역, 볼턴, 브랜트퍼드, 피터버러, 억스브리지까지 통근열차 노선을 연장할 가능성도 열어두었다. 메트로링스는 2011년 1월에 레이크쇼어 웨스트, 레이크쇼어 이스트, 키치너선과 유니언 피어슨 급행을 전철화하는 계획을 발표하기도 하였다.
2021년 10월부터 2023년 10월까지 메트로링스는 토론토 유니언역과 런던을 잇는 통근열차를 하루에 한 차례 시범으로 운행하였고, 지금은 VIA 철도가 이 빈틈을 채우고 있다.
캐나다에서 가장 승객이 많은 교통시설인 유니언역 또한 앞으로 10년에서 15년 동안 승객 수가 두 배로 증가할 것으로 예상하여 역을 재단장하는 공사가 2010년부터 2021년 7월까지 진행되었다. 이 공사로 유니언역 승강장과 선로 위에 새로운 지붕과 유리 아트리움이 조성되었으며, 새로운 대합실과 계단, 출입문과 역 내부 대부분이 새로 단장하였다. 2022년부터는 유니언역에 새로운 개선 공사가 진행 중이며, 유니언역 남쪽에 새로운 대합실을 짓고 선로 용량을 늘려 한 시간에 80대의 열차가 정차할 수 있도록 할 예정이다. 이 외에도 장기적으로 토론토 시내에 두 번째 기차역을 짓는 방안도 검토한 바 있다.
GO 트랜싯은 현재 통근열차 운행 횟수와 서비스의 질을 개선하기 위해 대규모 확장 사업을 진행하고 있다. GO 확장 계획에 따르면 레이크쇼어 이스트선, 배리선, 스토우빌선은 물론 레이크쇼어 웨스트선도 벌링턴까지 복선 전철화되고, 키치너선은 브래멀리까지 전철화가 이루어질 예정이고, 이 노선을 따라 최대 15분 간격으로 통근열차가 운행할 예정이다. 또한 토론토 내외로 새로운 역도 신설될 예정이다. 이 사업으로 배리, 키치너, 스토우빌선 열차가 양방향으로 상시 운행할 예정이다. GO 트랜싯은 또한 2015년 기준 일주일에 1,500대의 열차가 운행하는데 2020년에는 2,200대, GO 확장이 끝나면 일주일에 10,500대의 열차가 운행할 예정이다. 증편되는 열차는 대부분 평일 평시나 주말에 운행하게 되며, 2025년부터 2030년까지 순차적으로 열차 증편, 시설 개편 및 기존 노선의 복선 전철화가 이루어질 예정이다. 10년에 걸친 광역급행철도계획에는 총 135억 달러가 투입될 예정이며, 새로운 다리와 터널을 포함한 총 150km의 선로가 새로 놓일 예정이다.
2025년 1월 1일부터 온익스프레스(ONxpress) 컨소시엄이 GO 트랜싯의 통근열차의 운행, 유지, 보수를 맡게 되며, GO 확장 사업 또한 전두지휘하게 된다. 온익스프레스는 독일철도와 에이콘 컨세션으로 이루어진 컨소시엄 업체이다.

## 체계

### 운행 지역
GO 트랜싯은 주로 광역 토론토 및 해밀턴 지역에서 운행하는데, 토론토와 해밀턴 뿐만 아니라 홀턴, 필, 요크, 더럼 지역을 운행한다. GO 트랜싯 노선은 황금 말발굽 지역에 해당하는 나이아가라와 워털루 지역, 브랜트퍼드와 피터버러, 심코, 더퍼린, 웰링턴까지 이어진다. 온타리오주 헌장에 따르면 GO 트랜싯은 온타리오주의 다른 지역에도 운행할 수 있지만, 그외 지역으로의 확장 계획은 존재하지 않는다.
GO 통근열차와 버스는 토론토 시내에서 140km 이상 떨어진 4,200km² 이내에 지역에 거주하는 700만 인구를 대상으로 운행하고 있으며, 서쪽으로는 브랜트퍼드와 키치너, 북쪽으로는 오렌지빌과 배리, 동쪽으로는 피터버러와 뉴캐슬, 남쪽으로는 나이아가라폴스까지 운행한다.
GO 노선도를 보면 토론토 유니언역에서 출발하여 대부분 외곽 종점의 이름을 따서 지어진 7개의 통근열차 노선이 있는데, 이는 다음과 같다.
 레이크쇼어 웨스트선 (해밀턴, 나이아가라폴스 방면, 브랜트퍼드까지 버스 연계 운행)
 레이크쇼어 이스트선 (오샤와 방면, 뉴캐슬, 피터버러까지 버스 연계 운행)
 밀턴선
 키치너선
 리치먼드힐선
 스토우빌선 (링컨빌 방면, 억스브리지까지 버스 연계 운행)
모든 공식 출처에서 노선색은 일관적으로 배치되어있다. 버스 노선은 가장 가까운 열차 노선에 맞추어 10번대는 레이크쇼어 웨스트선, 20번대는 밀턴선, 30번대는 키치너선, 60번대는 리치먼드힐선과 배리선, 70번대는 스토우빌선, 80번대와 90번대는 레이크쇼어 이스트선으로 배정되었으며, 40번대와 50번대는 407번 고속도로를 따라 운행하는 급행버스에 배정되었으며 통근열차와 따로 연계되지는 않는다.

### 철도
GO 트랜싯의 통근열차는 GO 승차량의 대부분을 차지한다. 2012년까지만 해도 레이크쇼어선을 제외한 나머지 노선은 평일 출근 시간대에 토론토 방면, 퇴근 시간대에는 외곽 방면으로 운행하고 나머지 시간대에는 버스편으로만 운행하였다. 하지만 GO 확장 사업이 계속 진행되면서 평시와 주말에도 일부 노선이 상시 운행하고 있다. 현재 평시와 주말에도 운행하고 있는 노선은 다음과 같다.
- 레이크쇼어 웨스트선과 레이크쇼어 이스트선은 평일 평시와 주말에 30분 간격으로 운행하고, 일부 열차는 나이아가라폴스까지 운행하고 있다. 유니언역을 기점으로 두 노선으로 나뉘지만 실질적으로 유니언역에 도착하여 행선지만 바꾸고 계속 운행하기 때문에 올더숏, 웨스트하버, 또는 나이아가라폴스에서 오샤와역까지 열차를 갈아탈 필요 없이 직행으로 운행한다.
- 키치너선 열차는 평일 평시와 주말에 브램턴에 있는 마운트플레전트역까지 1시간 간격으로 운행하며, 일부 열차는 키치너까지 운행한다. 주말에는 유니언역에서 마운트플레전트역까지만 1시간 간격으로 운행한다.
- 배리선 열차는 평일 평시와 주말에 유니언역과 오로라역 사이에 1시간 간격으로 운행하며, 일부 열차는 배리의 앨런데일 워터프론트역까지 운행한다.
- 스토우빌선 열차는 평일 평시와 주말에 마운트조이역까지 1시간 간격으로 운행한다.

리치먼드힐선과 밀턴선 열차는 평일 출퇴근 시간대에만 운행하지만 최근에는 운행 횟수가 늘어나고 있는 편이다. 메트로링스가 수립한 광역급행철도 계획에 따르면, 평일 평시와 주말에 운행하는 위 다섯 개 노선은 토론토와 비교적 가까운 중심 지역에 한해 양방향 15분 간격으로 운행할 예정에 있다. 그럼에도 불구하고 GO 통근열차 승객의 90%는 평일 출퇴근 시간대에 이용한다.

### 버스
GO 트랜싯의 버스는 여러 노선으로 구성되어 있으며, 대부분 노선은 통근열차가 운행하지 않을 때 이를 대체하거나 기차가 다니지 않는 지역까지 연장해서 운행한다. 일부 GO 버스는 통근열차와는 별도로 운행하는데, 407번 고속도로 버스는 토론토 외곽을 따라 모든 기차 노선을 궤도형으로 연결한다. 또한 피어슨 국제공항과 몇몇 대학과 같은 목적지에 운행하는 버스 노선도 있다. 토론토시 외곽에 있는 거의 모든 GO 철도역에는 버스로 갈아탈 수 있으며, GO 버스가 운행하는 16개의 버스 터미널이 있으며, 이들 중 다수는 해당 지역의 시내버스도 정차하고, GO 트랜싯의 티켓을 구매할 수 있는 매표소나 자동판매기도 포함되어있다.

### 환승 주차장
GO 트랜싯은 통근열차 및 버스로 갈아타는 운전자들을 위해 철도역에서 환승 주차장을 운영하고 있다. 대부분의 GO 기차역은 선착순으로 무료 주차가 가능하지만, 다운즈뷰파크, 댄포스, 블루어, 엑시비션, 유니언역에는 무료 주차 공간이 제공되지 않는다. 또한 케네디, 키치너, 키플링역과 해밀턴 GO 센터에서는 유료 주차만 가능하다. 앨런데일 워터프론트역을 제외한 대부분 역의 무료 주차 공간에는 48시간 동안 무료로 주차가 가능하다.
무료 주차가 선착순인 만큼 기차역에 자주 주차하는 운전자들을 위해 GO 트랜싯은 월 98달러의 비용으로 전용 주차 공간을 제공하며, 계약 기간은 최소 6개월이다. 전용 주차 공간은 대부분 역에서 제공되지만, 토론토 시내와 가까운 일부 역은 수요가 많아 이용이 불가능한 경우도 있다. 전용 주차 공간에는 CCTV 보안 시스템이 설치되어 있으며, 주차 안전요원이 주기적으로 순찰한다.
GO 트랜싯은 또한 동승자와 함께 이동하는 운전자를 위한 카풀 주차 허가증을 발급해주고 있다. 이 허가증은 월요일부터 금요일까지 오전 9시 30분 이전에 지정된 카풀 전용 주차 공간에 주차할 수 있도록 해준다. 하지만 일부 역에서는 대기자가 많아 현재 새로운 신청을 받고 있지 않는 상태이다. 카풀 공간은 선착순으로 제공되며, 차량에 카풀 차량이라고 표시해야 한다. 카풀 공간을 무단으로 사용할 경우 범칙금은 물론 견인 조치가 이루어질 수 있다.

## 요금
GO 트랜싯의 요금은 거리에 비례한 구간 요금제로 책정되며, 승객의 유형에 따라 다르다. 요금 지불 수단은 교통카드인 프레스토 카드, 신용카드, 직불 카드, 1일권이나 주말권, GO 트랜싯 홈페이지에서 구매할 수 있는 이티켓이나 종이 티켓 등 다양한 지불 수단이 있다. 승객 유형은 성인, 청소년, 학생, 노인, 단체 등으로 나뉘며, 2019년 3월 9일부터 12세 이하의 승객은 GO 트랜싯을 무료로 이용할 수 있다.
GO 트랜싯의 모든 통근열차와 버스에서 이용 가능한 프레스토 카드는 광역 토론토 및 해밀턴 지역에서 쓸 수 있는 통일된 교통카드이다. 프레스토 카드 또한 메트로링스 산하 부서이고, 토론토 및 해밀턴 지역의 토론토 교통국, 요크 지역 교통국과 같은 대중교통 기관은 물론, 오타와의 OC 트랜스포에서도 이용이 가능하다. 2024년 2월 26일부터 프레스토 카드나 신용카드, 전자지갑을 통해 GO 트랜싯 요금을 지불하는 경우, 시내 대중교통으로 갈아탈 때 추가 요금 차감 없이 무료로 갈아탈 수 있다.
승객들은 프레스토 카드에 잔액을 충전할 수 있고, 카드를 단말기에 승차할 때 한 번 태그하고, 하차할 때 다시 한 번 태그하면서 구간 요금을 지불한다. 카드를 단말기에 태그할 때마다 이동한 구간을 계산하여 카드 잔액에서 요금이 차감된다. 프레스토 카드는 신용카드나 직불카드와 연계하여 잔액이 부족할 경우 자동으로 충전되는 오토로드(autoload) 기능을 이용할 수 있다.
2022년 8월 11일부터 GO 트랜싯에서 신용카드와 직불카드는 물론 그와 연계된 Apple Pay, 구글 페이와 같은 전자지갑을 프레스토 카드 단말기에 태그하여 요금을 지불할 수 있게 되었다. 신용카드는 광역 토론토 지역 전역에서 프레스토 카드 단말기에 접촉하여 대중교통 요금을 지불할 수 있으며, GO 트랜싯 요금에 포함된 무료 환승 혜택을 제공하는 모든 대중교통 기관에서 이용할 수 있다.
GO 트랜싯은 통근열차와 버스 요금 지불을 승객의 자율에 맡기는 '운임 증명' 정책을 실시하고 있으며, 승객은 유효한 GO 트랜싯의 종이 또는 디지털 티켓이나 패스, 단말기에 접촉한 신용, 직불카드, 모바일 지갑 또는 프레스토 카드를 소지하여 운임을 지불했음을 증명해야 한다. 승객은 열차나 버스에 오를 때, 또는 요금 지불 구역 내부에 있을 경우에 언제든지 무작위로 요금을 냈는지 검표를 받을 수 있고, 요금을 지불하지 않은 승객은 보통 메트로링스의 내부 규정에 따라 과태료가 부과된다. 2022년 9월부터 무임승차 과태료는 처음에 적발된 경우 35달러, 두 번째는 50달러, 세 번째는 100달러, 네 번 이상 적발된 경우 과속이나 주거침입죄와 같은 경우에 발급되는 주법 위반 통지서가 발급되며, 200달러의 과태료가 부과된다.
만 12세 이하 아동은 GO 트랜싯에 무료로 승차할 수 있지만, 아동용 프레스토 카드를 구매할 때 아동의 나이를 증명해야 할 수도 있다.

## 차량 및 시설

### 차량

#### 철도
GO 트랜싯은 열차편성의 맨 앞뒤에 운전실을 편성하여 편성된 그대로 전후방향으로 운행할 수 있는 전후동력형(PP동차) 열차가 운행한다. 모든 객차는 선더베이에서 제작한 봄바디어 바이레벨 코치(Bombardier BiLevel Coach)로, 이 이층열차는 1970년대 중반에 호커 시들리 캐나다가 GO 트랜싯의 단층열차를 더 효율적인 열차로 대체하기 위해 설계되었다. 이후 객차는 캔카/UTDC에서 제조되었으며, 최근 객차는 봄바디어 트랜스포테이숀에서 제작되었다. 지금은 알스톰이 이 열차의 설계와 제조 시설을 보유하고 있다. GO 트랜싯은 총 979량의 바이레벨 차량을 보유하고 있으며, 이 유형의 객차는 북미의 여러 통근열차에서 사용되는 열차이다. 각 차량의 좌석 수용 인원은 162명이며, 입석까지 포함할 경우 248명, 한 열차에 최대 5,256명까지 수용할 수 있다. 모든 열차의 상층부는 출퇴근 시간대에 '조용한 구역'으로 지정되어 있다.
이 객차는 주로 MPI MPXpress 시리즈 기관차가 견인하며, 현재 모델인 4,000마력의 MP40PH-3C는 이전 모델인 EMD F59PH보다 강력하며, 10량 대신 12량을 견인할 수 있다. 2006년 도입 이후 이 기관차 기종을 60대 이상 주문하였으며, 더 강력한 모델인 5,400마력 MP54AC 기관차 16대도 추가 주문하였다. 이 기관차는 12량으로 이루어진 전체 열차를 더 효율적으로 견인할 수 있다. 기관차 반대편에는 운전석이 포함된 제어차가 위치해있다. GO 트랜싯은 2015년 여름에 운전실 차량을 새로 설계해 향상된 가시성, 안전 기능 및 승무원의 편안함을 제공하는 차량으로 개선하였다.
GO 트랜싯의 철도 차량은 토론토의 미미코역 서쪽에 위치한 윌로우브룩 차량기지와 비교적 최근에 지어진 휘트비 차량기지에서 유지 관리하고 있다. 윌로우브룩 차량기지는 그랜드 트렁크 철도가 1910년에 설립한 화물기지를 오늘날 통근열차 유지 보수를 위해 사용하고 있다. GO 트랜싯은 설립 이후 캐나다 내셔널 철도로부터 차량기지를 인수하여 윌로우브룩 차량기지를 건설하고 확장하여 늘어나는 열차를 이곳에서 관리하고 있다. GO 트랜싯은 휘트비에 500,000 제곱피트 (46,000 m2) 규모의 두 번째 차량기지를 지어 다가오는 광역철도 확장사업을 위한 추가 열차분을 수용할 수 있도록 했으며, 이 시설은 2018년 3월에 완공되었다. 소수의 오래된 제어차는 일반 차량에 운전석이 추가된 형태로 여전히 운행하고 있으며, 15대의 노후한 제어차를 개량하여 운행 열차를 증편할 예정에 있다.

#### 버스
GO 트랜싯이 처음 운행한 버스는 GM 뉴룩 버스(GM New Look Bus)로 운행 개시 한 달 전인 1970년 8월 11일에 온타리오주 의사당인 퀸스파크에서 선보였다. 그레이 코치가 운행하던 이 버스는 피커링에서 시범 운행을 거쳐 1970년 9월 8일에 정식 운행을 개시하였다. 이후에 도입된 버스는 오리온 버스와 뉴플라이어에서 제작한 앞문만 있는 교외형 버스와 프레보 카와 모터 코치 인더스트리에서 제작한 단층 고속버스 등이 있다.
오늘날 GO 트랜싯 버스는 단층 고속버스와 통근형 이층버스로 이루어져 있으며, 모든 버스는 전면에 자전거 거치대가 있고 휠체어 승객들도 이용할 수 있다. GO 트랜싯의 구형 버스 대부분은 모터 코치 인더스트리에서 제작한 길이 45 피트 (13.7 m)의 57인승 단층 버스인 D4500CT로, 휠체어 리프트가 구비되어 있다. 이 기종은 2001년에 처음 도입되어 2015년까지 운행하였다. 2008년 4월부터 GO 트랜싯은 영국 기업인 알렉산더 데니스가 제작한 길이 45 피트 (13.7 m)의 인바이로 500 이층버스를 도입하였다. 이 버스 기종은 높이와 크기가 각각 다른 세 개의 디자인으로 이루어졌으며, 모든 이층버스는 앞문에 휠체어 램프가 있는 저상버스이다.
이층버스 기종으로 처음 도입한 두 반입분은 차량 높이가 4.2m로 온타리오주 교통부가 지정한 차량 높이 제한보다 더 높은 관계로 높이 제한이 낮은 교량이나 터널에서 운행할 수 없고, 이층버스 대부분은 407번 고속도로와 403번 고속도로를 따라 필과 요크 지역을 따라 운행하고 있다.
2012년, GO 트랜싯은 새로운 인바이로500 이층버스를 주문했는데, 이 버스는 기존 이층버스보다 차량 높이가 10cm 낮은 4.1m로 기존 버스보다 높이 제약을 비교적 덜 받으며, 이에 따라 401번 고속도로를 따라서도 운행하고 있다. 높이가 낮은 신형 이층버스는 2015년까지 세 차례 더 반입되었다.
더 낮은 버스 높이에도 불구하고 이 기종은 여전히 높이 제한으로 해밀턴 GO 센터, 요크데일 버스 터미널, 요크밀스 버스 터미널과 기존 유니언역 버스 터미널에 진입할 수 없다. 이에 따라 2016년부터 GO 트랜싯은 새로 개조한 인바이로500 기종을 주문하였는데, '슈퍼로'(Super-Lo)라고 불리는 이 버스는 2012년에 반입된 버스보다 20cm 낮은 3.9m의 차량 높이로 GO 트랜싯의 모든 노선에 운행할 수 있게 되었다. 2016년 기종은 기존 기종보다 더 긴데, 45 피트 (13.7 m)로 단층 버스와 같은 길이이고, 버스 뒷편에는 짐을 실을 수 있는 공간이 마련되어있다. 이 버스의 섀시는 온타리오주 본에 새로 지어진 공장에서 제조되어 지역에 30개의 일자리 창출 효과를 보았다.

### 시설 소유 및 직원
GO 트랜싯은 기관차와 객차를 직접 소유하지만, GO 트랜싯이 다니는 선로는 대부분 화물철도업체인 캐나다 내셔널 철도(CN)나 캐나다 태평양 캔자스시티(CPKC)가 소유하고 있다. 1988년에 피커링 동쪽으로 통근열차를 운행하기 위해 GO 트랜싯은 자신이 소유하는 선로를 직접 건설하였다. 1998년부터 2009년까지 GO 트랜싯은 운행하는 노선 중에서 8%의 선로만 보유하고 있었다. 2009년부터는 메트로링스가 더 많은 통근열차를 운행하기 위해 CN과 CPKC로부터 조금씩 선로를 매입하기 시작하였다. 메트로링스는 현재 배리, 스토우빌, 레이크쇼어 이스트선 선로의 전구간을 소유하고 있고, 레이크쇼어 웨스트, 리치먼드힐, 키치너선의 대부분을 소유하고 있다. CPKC는 여전히 밀턴선의 대부분 선로를 소유하고 있으며, 이에 따라 메트로링스는 GO 트랜싯이 현재 운행하는 전체 선로의 80% 가량을 직접 소유하고 있다.
GO 열차는 3인 승무로 이루어지는데, 두 명이 운전석에서 기차를 운전하고, 고객 서비스 담당자가 열차 중앙에 배치되어 문과 휠체어 램프를 여닫고, 정차역 안내방송을 맡고, 열차에 승차한 승객들을 돕는 역할을 수행한다. 알스톰은 기차의 운행을 메트로링스로부터 위탁받아 맡고 있으며, 2021년에 봄바디어 트랜스포테이숀이 알스톰에 인수되면서 오늘날까지 이어지고 있다. GO 트랜싯은 정시운행률 (5분 미만 지연) 94%를 목표로 하고 있으며, 2018년 하반기에 정시운행률이 90.7%에서 93.9% 사이였던 것으로 파악되었다. GO 트랜싯은 통근열차가 15분 이상 지연된 경우 천재지변이 아닌 이상 요금을 환불해주고 있다. 한편 GO 버스는 1인 승무로 버스 운전사가 위 역할을 모두 수행한다.

### 역과 터미널
GO 트랜싯 역은 기차와 버스 간의 원활한 환승을 도모하기 위해 설계되었다. 여기에는 화장실, 주차장, 공중전화, 자동판매기, 매표소, ATM기와 같은 편의 시설이 포함되어있다. 모든 GO 트랜싯 역에는 프레스토 카드 단말기가 있으며, 대부분의 버스 터미널에도 자동판매기나 매표소가 있다.
대부분의 GO 트랜싯 역에는 승객들을 위한 환승 주차장과 버스로 갈아타는 승객들을 위한 버스 터미널이 위치해있으며, 역에 정차하는 버스 다수는 통근열차 정차 시각에 맞추어 출발한다.
GO 트랜싯 일부 역은 토론토 유니언역에서 피어슨 국제공항까지 이어지는 유니언 토론토 급행, 캐나다의 여객 열차 기관인 VIA 철도, 미국의 여객 열차 기관인 암트랙과 역 시설을 같이 사용한다. GO 트랜싯은 또한 토론토 교통국(TTC)과 요크 지역 교통(YRT)과 같은 15개의 시내 교통기관은 물론 온타리오 노스랜드, 메가버스, 플릭스버스, 미국행 그레이하운드와 같은 시외버스로도 갈아탈 수 있다. 메트로링스는 다른 교통수단으로 갈아탈 수 있는 환승 지점을 모빌리티 허브(mobility hub)라고 부르며, 빅 무브 광역교통계획에서 모빌리티 허브를 주축으로 계획을 세우고 있다.

### 본사, 차고지, 사무실
GO 트랜싯은 온타리오주의 광역 교통을 책임지는 메트로링스의 자회사로 본사는 토론토 유니언역 근처에 있는 베이 스트리트 20번가에 위치해있다. GO 트랜싯 고객센터는 유니언역 요크 대합실에 위치해있으며, 고객센터는 평일 오전 5시 45분부터 다음 날 오전 12시 45분까지, 주말과 공휴일에는 오전 6시부터 다음 날 오전 12시 45분까지 개장한다.
GO 트랜싯의 철도 차량기지 중에서 주요 기지는 두 곳이 있는데, 이 중에서 가장 중심이 되는 차량기지는 윌로우브루크 차량기지로, 레이크쇼어 웨스트선 미미코역과 롱브랜치역 사이에 위치해있다. 이 기지는 1910년에 그랜드 트렁크 철도가 지은 시설로, 1923년에 캐나다 내셔널 철도가 이를 인수하여 1965년까지 이용하다가 온타리오주 정부가 GO 트랜싯을 설립하면서 이곳을 GO 트랜싯의 첫 차량기지로 이용하게 되었다. 윌로우브룩 차량기지에는 기관차와 객차를 위한 수리, 청소, 유지 보수 시설 및 주박 선로가 있는데, 이곳은 북쪽 기지와 남쪽 기지, 주박 기지 세 곳으로 다시 나뉜다. 북쪽 기지는 5번에서 8번까지 네 개의 선로로 이루어져있으며, 5번 선로는 유지 보수 시설을 통과하고, 6번 선로는 주박 선로, 7번과 8번은 자가 추진 철도 차량을 위해 쓰인다. 남쪽 기지는 1번에서 4번까지 네 개의 선로로 이루어졌으며, 기관차와 객차가 이곳에 주박한다. 주박 기지는 9번과 10번 두 개의 선로로 이루어져있으며, 9번과 10번은 남쪽 기지의 차량이 가득 찼을 때 초과분을 수용하기 위해 예비로 쓰이고 있다.
GO 트랜싯이 운행하는 열차 수가 점차 늘어나면서 메트로링스는 레이크쇼어 이스트선 휘트비역과 오샤와역 사이에 새로운 차량기지를 건설하고자 하였다. 메트로링스는 2015년에 플레너리 인프라스트럭처 컨소시엄 업체에 새로운 차량기지를 설계, 건설하고 30년 동안 유지하는 데 8억 5,920만 달러 규모의 계약을 발주하였다. 휘트비 차량기지는 2015년 3월 27일에 착공하여 2018년 3월 14일에 완공하였다. 500,000 제곱피트 (46,000 m2) 규모의 휘트비 차량기지는 12량 열차를 총 22대 주박할 수 있으며, 정비 및 유지 보수 시설은 물론, 사무실과 직원들을 위한 주차장도 마련되어 있다. 이 기지는 추후 필요에 따라 열차 9대를 더 수용할 수 있는 공간이 있다.
이 외에 GO 트랜싯은 통근열차 7개 노선에 걸쳐 평일 평시와 주말에 열차를 주박할 수 있는 시설이 있는데, 주박 시설 목록은 다음과 같다.
- 노스배서스트 주박선(North Bathurst Yard): 평일 낮 시간대에 주박
- 돈 주박선(Don Yard): 평일 낮 시간대
- 링컨빌 주박선(Lincolnville Yard): 스토우빌선, 평일 저녁과 주말 주박
- 밀턴 주박선(Milton Yard): 밀턴선, 평일 저녁과 주말
- 앨런데일 주박선(Allandale Yard): 배리선, 평일 저녁과 주말
- 조지타운 주박선(Georgetown Yard): 키치너선, 평일 저녁과 주말
- 키치너 주박선(Kitchener Yard): 키치너선, 평일 저녁 및 주말
- 해밀턴 GO 센터(Hamilton GO Centre): 레이크쇼어 웨스트선, 평일 저녁 및 주말
- 헨리 스트리트 주박선(Henry Street Yard): 휘트비에 위치한 레이크쇼어 이스트선 주박 선로

GO 트랜싯의 버스 차고지는 나이아가라폴스(Niagara Falls), 뉴마켓(Newmarket), 링컨빌(Lincolnville), 배리(Barrie), 보먼빌(Bowmanville), 브램턴(Brampton), 스트리츠빌(Streetsville), 스티프록(Steeprock), 에이버포일(Aberfoyle), 에이잭스(Ajax), 오샤와(Oshawa), 칼레든(Caledon), 피터버러(Peterborough), 해밀턴(Hamilton), 홀턴힐스(Halton Hills) 등지에 있다.

## 로고
GO 트랜싯 로고는 설립 이후 거의 바뀌지 않고 그대로인데, 이 디자인은 캐나다 내셔널 철도 및 히드로퀘벡의 기업 이미지를 담당한 몬트리올 기반의 디자인 회사인 가뇽/발커스(Gagnon/Valkus)에서 제작하였다. 디자인 회사 측은 온타리오 주정부의 이니셜인 GO를 사용하여 두 개의 원과 그 안에 포함된 T로 통일된 로고를 만들고자 하였으며, 수석 디자이너인 프랭크 폭스는 로고의 탄생을 "우연한 행운"이라고 설명하며, "팀 전체가 이것이 사실일 수가 없다는 느낌을 받았고, 다른 대안도 많이 나왔지만 이것만큼 파급력이 좋지 않았다"고 밝혔다.
이 로고는 이후 토론토의 도시 경관에 녹아들어 GO 트랜싯을 식별하는 주요 표지로 자리잡았다. 한 그래픽 디자인 전문가는 이 로고가 "대부분의 그래픽 디자이너가 모든 로고 디자인에서 달성하고자 하는 부러워할 만한 목표를 GO 로고는 달성했다"고 말했다. 원본이 공개된 후 단 한 번의 사소한 수정이 이루어졌는데, G와 O가 서로 맞닿아 있던 부분에 간격이 생기고, 이를 강화하기 위해 더 굵은 흰색 T가 추가되었다. 기업 색상은 "GO 그린"으로 알려졌으며, 온타리오 고속도로 표지판의 녹색과 일치했고, 모든 차량, 표지판 및 인쇄물에 이 로고가 사용되었다. 2013년에 GO 트랜싯은 주 색상을 더 어두운 녹색으로 변경하고, 두 번째 밝은 청사과색을 추가한 이중 색상 체계를 도입하였다. 이러한 변경 사항은 메트로링스 및 그 다른 운영 부서의 브랜드와 조화를 이루고, 디지털 표시를 개선하기 위해 이루어졌다.

## 안전

### 규정 제2호
GO 트랜싯의 규정 제2호(By-law No. 2)는 메트로링스가 운영하는 GO 트랜싯의 이용을 규제하는 포괄적인 규정으로, 이 규칙은 승객과 직원의 안전을 보장하기 위해 요금 지불, 승객 행동, 승차권 검사, 주차 규정 및 처벌 규정을 명시해두고 있으며, 주요 내용은 다음과 같다.
- 요금 구조 및 결제: 요금은 이동 거리에 기반해 특정 조건에 따라 기간권, 아동, 노인, 학생을 위한 할인 요금이 적용된다.
- 승객 행동: GO 트랜싯 내에서 기물 파손, 지정된 구역 외 흡연, 무리한 동물 반입, 모욕적인 언어의 사용을 금지하며, 또한 자전거, 롤러스케이트, 스케이트보드 취급에 대한 규정과 유니언역 출퇴근 시간대에 자전거와 같이 큰 물건을 반입하는 것을 금지한다.
- 승차권 검사: 승객은 탑승 전에 요금을 지불해야 하고, 직원이 요청할 경우 요금을 지불했다는 증명을 제시해야 한다. 티켓 변경 및 오용은 엄격히 금지되며, 무임승차는 탑승 거부로 이루어질 수 있다.
- 주차 규정: 메트로링스 소유지 내 주차는 대중교통 이용을 권장하기 위해 일부 규제되며, 여기에는 48시간 주차 제한, 자동차 무게 제한, 장애인 전용 주차구역 등 특정 규정이 포함되어 있다. 무단 주차의 경우 차주의 비용으로 견인될 수 있다.
- 처벌 및 집행: 이 규칙을 위반할 경우 주법령 위반으로 처벌되어 과태료 등이 부과되며, GO 트랜싯 직원과 경찰관이 이 규칙을 집행한다.

### 집행
GO 트랜싯은 메트로링스 소유지를 순찰하며 승객의 안전과 보호를 책임지는 특별 경관으로 지정된 승객보호요원이 있는데, 이들은 관련 법률이나 규정을 집행하고, 고객 지원을 제공하며, 지역 경찰, 소방 및 구급대원을 지원하고, 철도 안전을 준수하도록 하는 역할을 수행한다. 승객보호요원은 경찰서비스법에 따라 온타리오주 경찰서장의 지명과 지역 사회 안전 및 교정 서비스 장관의 승인을 받아 임명된다. 메트로링스의 규칙 제2호 외에도 이들은 특정 연방 및 주 법률을 집행할 권한을 가지고 있다.
GO 트랜싯은 또한 통근열차와 버스 요금을 검표하는 검표원이 상주하고 있다. GO는 또한 24시간 운영되는 교통안전통신센터를 운영하며, 이 센터는 통신 담당자가 운영한다. 이들은 주로 민원 접수를 담당하며, 메트로링스 관할 모든 지역에 필요에 따라 특별 경관이나 응급대를 파견할 수 있다.

## 참고 서적
- Sergeant, Wilfred (2004). 《Building GO Transit: The Rail Commuter Initiative of the Government of Ontario & Canadian National Railways, People in the Project 1965-1969》 [GO 트랜싯 설립, 온타리오주와 캐나다 내셔널 철도의 통근열차 계획, 사업에 참여한 사람들, 1965-1969년]. 미시시피주 스탁빌: HTA Press.

## 같이 보기
- GO 트랜싯의 버스
- 메트로링스